# Thermodesulfobacterium
Thermodesulfobacterium es un género de bacterias gramnegativas de la familia Thermodesulfobacteriaceae. Fue descrito en el año 1983. Su etimología hace referencia a reductora de sulfato termófila. Son bacterias anaerobias estrictas, fermentadoras, termófilas, reductoras de sulfato. Crecen individuales, en parejas o cadenas cortas. Se encuentran en fuentes termales de Irán, Estados Unidos, Islandia y Japón. 

## Taxonomía
Actualmente existen 4 especies descritas:
- Thermodesulfobacterium commune
- Thermodesulfobacterium hveragerdense
- Thermodesulfobacterium hydrogeniphilum
- Thermodesulfobacterium thermophilus